# Horace Parnell Tuttle
Horace Parnell Tuttle, ameriški astronom, * 24. marec 1839, † avgust 1923. 
Horace Tuttle je bil brat astronoma Charlesa Wesleyja Tuttla (1829 – 1881).

## Delo
Horace Tuttle je odkril ali je bil soodkritelj številnih kometov. Med bolj znanimi so 55P/Tempel-Tuttle, (starševsko telo meteorskega roja Leonidov) in 109P/Swift-Tuttle (starševsko telo meteorskega roja Perzeidov. Po astronomu Tuttlu se imenujeta tudi kometa 8P/Tuttle in 41P/Tuttle-Giacobini-Kresak.
Njemu v čast so poimenovali asteroid (5036) Tuttle.
1. 1 2  SNAC — 2010.